# Torneo Cuadrangular 1952
Het Torneo Cuadrangular 1952 was de eerste editie van deze Uruguayaanse voetbalcompetitie en werd gespeeld van 18 april tot 3 mei 1953. Het toernooi werd gewonnen door Club Nacional de Football.

## Teams
Voor het Torneo Cuadrangular mochten de ploegen meedoen die in 1952 in de top-vier van de competitie waren geëindigd. Dit waren:
| Club                      | Kwalificatie |
| ------------------------- | ------------ |
| Club Nacional de Football | Kampioen     |
| CA Peñarol                | Nummer 2     |
| Rampla Juniors FC         | Nummer 3     |
| Danubio FC                | Nummer 4     |

## Toernooi-opzet
Het toernooi werd gespeeld na afloop van de Primera División 1952. Omdat de ploegen zich via de competitie van 1952 hadden gekwalificeerd heette het Torneo Cuadrangular 1952, hoewel de wedstrijden pas in 1953 plaatsvonden. De vier deelnemers speelden een halve competitie tegen elkaar en de ploeg die de meeste punten behaalde werd eindwinnaar. Het toernooi was een Copa de la Liga; een officieel toernooi, georganiseerd door de Uruguayaanse voetbalbond (AUF).

## Toernooiverloop
Tijdens de eerste speelronde (18 en 19 april 1953) speelden CA Peñarol en Danubio FC gelijk tegen elkaar, terwijl Club Nacional de Football van Rampla Juniors FC won. Een week later won Nacional ook van Danubio; Peñarol behaalde tegen Rampla Juniors wederom een gelijkspel. Dit betekende dat Nacional de enige was die nog eindwinnaar kon worden. Indien ze de laatste wedstrijd verloren van Peñarol, dan zouden beide ploegen gelijk eindigen en werd er geen winnaar uitgeroepen. Deze onderlinge wedstrijd op 3 mei eindigde in een 1–1 gelijkspel, waardoor Nacional de winnaar van het eerste Torneo Cuadrangular werd.

### Eindstand
|    | Club                      | Sp. | W | G | V | Pnt. | DV | DT | DS |
| -- | ------------------------- | --- | - | - | - | ---- | -- | -- | -- |
| 1. | Club Nacional de Football | 3   | 2 | 1 | 0 | 5    | 7  | 5  | +2 |
| 2. | CA Peñarol                | 3   | 0 | 3 | 0 | 3    | 3  | 3  | 0  |
| 3. | Rampla Juniors FC         | 3   | 0 | 2 | 1 | 2    | 4  | 5  | –1 |
| 4. | Danubio FC                | 3   | 0 | 2 | 1 | 2    | 2  | 3  | –1 |

| Winnaar Torneo Cuadrangular 1952   |
| ---------------------------------- |
| Club Nacional de Football 1e titel |

1952 ·
1953 ·
1954 ·
1955 ·
1956 ·
1957 ·
1958 ·
1959 ·
1960 ·
1961 ·
1962 ·
1963 ·
1964 ·
1965 ·
1966 ·
1967 ·
1968